# Leonhard Sohncke
Leonhard Sohncke, nemški matematik in naravoslovec, * 22. februar 1842, Halle, † 1. november 1897, München.
Sohncke je klasificiral 65 prostorskih skupin v katerih nastanejo kiralne kristalinske strukture, imenovane po njem Sohnckejeve skupine. Do leta 1859 je študiral matematiko in naravoslovje na Univerzi v Halleju, kjer je diplomiral. Doktoriral je na Univerzi v Halleju leta 1866 z disertacijo De aequatione differentiali seriei hypergeometricae pod Heinejevim mentorstvom. V letu 1897 se je strokovno izpopolnjeval pri Neumannu na Univerzi v Königsbergu, kjer je zaključil habilitacijo z nalogo o koheziji kamene soli.
Leta 1871 je na Kirchhoffovo priporočilo postal profesor eksperimentalne fizike na tedanji Tehniški visoki šoli v Karlsruheju. Tu je ostal do leta 1883. Prevzel je tudi vodenje krajevnega meteorološkega observatorija. Leta 1871 je postal soustanovitelj Geološkega združenja Zgornji Ren. Leta 1883 je postal redni profesor fizike na Univerzi v Jeni in prvi vodja tamkajšnjega fizikalnega inštituta. Tu je ostal do leta 1886.
Leta 1886 se je preselil v München na katedro za eksperimentalno fiziko, kjer je nasledil von Beetza in do svoje smrti leta 1897 vodil Oddelek za fiziko na Tehniški univerzi v Münchnu.
Njegov oče Ludwig Adolph Sohncke (1807–1853) je bil profesor matematike na Univerzi v Halleju.
Sohncke je objavil več knjig, med njimi Geschichte der geometrie, hauptsachlich mit bezug auf die neueren methoden leta 1839, prevod Chaslesovega dela Aperçu historique sur l’origine et la dévelopement des méthodes en géométrie (1837).